# Iglesia de San Pedro (Uncella)
La iglesia de San Pedro es un edificio situado en la anteiglesia española de Uncella, en la provincia de Álava.

## Descripción
El edificio se encuentra en la anteiglesia española de Uncella, del municipio de Aramayona, perteneciente a la provincia de Álava, en la comunidad autónoma del País Vasco. Se menciona como iglesia parroquial del lugar en el decimoquinto volumen del Diccionario geográfico-estadístico-histórico de España y sus posesiones de Ultramar de Pascual Madoz, donde aparece descrita con las siguientes palabras: «igl. parr. (San Pedro apóstol) servida por 2 beneficiados de presentacion del sobreviviente». En el tomo de la Geografía general del País Vasco-Navarro dedicado a Álava y escrito por Vicente Vera y López, se dice lo siguiente: «Constituye una parroquia rural de segunda clase, perteneciente al arciprestazgo de Villarreal y dedicada á San Pedro apóstol. Estuvo servida por dos beneficiados; en la actualidad no tiene más que uno».